# 제프 플레이크
제프리 레인 "제프" 플레이크(영어: Jeffry Lane "Jeff" Flake, 1962년 12월 31일 ~ )는 미국 공화당 소속의 정치인으로, 애리조나주의 전 하원의원, 전 상원의원이다.

## 역대 선거 결과
| 선거명      | 직책명                        | 대수  | 정당   | 득표율 | 득표수      | 결과 | 당락                     |
| ----------- | ----------------------------- | ----- | ------ | ------ | ----------- | ---- | ------------------------ |
| 2000년 선거 | 하원의원 (애리조나 제1선거구) | 107대 | 공화당 | 53.61% | 123,289표   | 1위  | 애리조나주 하원의원 당선 |
| 2002년 선거 | 하원의원 (애리조나 제6선거구) | 108대 | 공화당 | 65.94% | 103,094표   | 1위  | 애리조나주 하원의원 당선 |
| 2004년 선거 | 하원의원 (애리조나 제6선거구) | 109대 | 공화당 | 79.38% | 202,882표   | 1위  | 애리조나주 하원의원 당선 |
| 2006년 선거 | 하원의원 (애리조나 제6선거구) | 110대 | 공화당 | 74.80% | 152,201표   | 1위  | 애리조나주 하원의원 당선 |
| 2008년 선거 | 하원의원 (애리조나 제6선거구) | 111대 | 공화당 | 62.42% | 208,582표   | 1위  | 애리조나주 하원의원 당선 |
| 2010년 선거 | 하원의원 (애리조나 제6선거구) | 112대 | 공화당 | 66.42% | 165,649표   | 1위  | 애리조나주 하원의원 당선 |
| 2012년 선거 | 상원의원 (애리조나 제1부)     | 113대 | 공화당 | 49.23% | 1,104,457표 | 1위  | 애리조나주 상원의원 당선 |